# Sans issue (Stargate)
Pour les articles homonymes, voir Sans issue.
Sans Issue est le 103e et 104e épisode de la saison 5 de la série télévisée Stargate SG-1.

## Résumé
Daniel Jackson devient le serviteur du seigneur Yu lors d'une rencontre des grands maitres Goa'uld pendant que la base Tok'ra est attaquée par les jaffas d'Anubis

## Distribution
- Richard Dean Anderson : Jack O'Neill
- Amanda Tapping : Samantha Carter
- Christopher Judge : Teal'c
- Michael Shanks : Daniel Jackson
- Don S. Davis : George Hammond
- Carmen Argenziano : Jacob/Selmak
- Anna-Louise Plowman : Osiris
- Cliff Simon : Baal
- Courtenay J. Stevens : Lieutenant Elliot
- Jennifer Calvert : Ren Al
- Gary Jones : Sergent Walter Harriman
- William de Vry : Aldwin
- Anthony Ulc : Major Mansfiel

## Audience
Aux États-Unis, les deux épisodes ont conquis respectivement 2.6 et 2.7 millions de téléspectateurs.